# Costantino d'Assia-Rheinfels-Rotenburg
Costantino d'Assia-Rheinfels-Rotenburg (Rotenburg, 24 maggio 1716 – Schloss Wildeck, 30 dicembre 1778) fu langravio d'Assia-Rotenburg dal 1754 al 1778, langravio d'Assia-Eschwege e langravio d'Assia-Wanfried dal 1755 al 1778.
Costantino era figlio di Ernesto Leopoldo d'Assia-Rotenburg e di Eleonora Maria di Löwenstein-Wertheim-Rochefort.

## Famiglia
Il 25 agosto 1745, Costantino sposò Marie Sophia Theresia Hedwigis Eva von Starhemberg (1722-1773).
Dalla loro unione nacquero i seguenti eredi:
- Carlo Emanuele (1746-1812), suo successore
- Clementina (1747-1815), Badessa a Süsteren
- Edvige d'Assia-Rotenburg (1748-1801), nel 1766 sposò Jacques Léopold de La Tour d'Auvergne, Duca di Bouillon (1746-1802
- Luigi (nato e morto nel 1749)
- Cristiano (1750-1782)
- Carlo (1752-1821)
- Antonia (1753-1823)
- Guglielmina (1755-1816), monaca
- Leopoldina (1756-1761)
- Ernesto (1758-1784), nel 1781 sposò Cristina di Bardeleben (1765-1835).
- Federico (nato e morto nel 1760)

Alla morte della prima moglie, Costantino sposò il 27 maggio 1775 Jeanne Henriette de Bombelles (1751-1822), (figlia del Conte François Henri de Bombelles)

## Ascendenza
|                                                                       |                                                          |                                                            | Genitori                                                   |  |  | Nonni |  |  | Bisnonni                                         |  |  | Trisnonni                          |  |
|                                                                       |                                                          |                                                            |                                                            |  |  |       |  |  | Ernesto I, langravio d'Assia-Rheinfels-Rotenburg |  |  | Maurizio, langravio d'Assia-Kassel |  |
|                                                                       |                                                          |                                                            |                                                            |  |  |       |  |  | Ernesto I, langravio d'Assia-Rheinfels-Rotenburg |  |  | Maurizio, langravio d'Assia-Kassel |  |
|                                                                       |                                                          | contessa Giuliana di Nassau-Dillenburg                     |                                                            |  |  |       |  |  | Ernesto I, langravio d'Assia-Rheinfels-Rotenburg |  |  |                                    |  |
| Guglielmo, langravio d'Assia-Rotenburg                                |                                                          |                                                            |                                                            |  |  |       |  |  | Ernesto I, langravio d'Assia-Rheinfels-Rotenburg |  |  |                                    |  |
|                                                                       |                                                          | contessa Maria Eleonora di Solms-Hohensolms                | Filippo Reinardo I, conte di Solms-Hohensolms              |  |  |       |  |  |                                                  |  |  |                                    |  |
|                                                                       |                                                          | contessa Maria Eleonora di Solms-Hohensolms                | Filippo Reinardo I, conte di Solms-Hohensolms              |  |  |       |  |  |                                                  |  |  |                                    |  |
|                                                                       |                                                          | contessa Maria Eleonora di Solms-Hohensolms                | contessa Elisabetta di Wied                                |  |  |       |  |  |                                                  |  |  |                                    |  |
| Ernesto Leopoldo, langravio d'Assia-Rotenburg                         |                                                          | contessa Maria Eleonora di Solms-Hohensolms                |                                                            |  |  |       |  |  |                                                  |  |  |                                    |  |
|                                                                       |                                                          | Ferdinando Carlo, conte di Löwenstein-Wertheim-Rochefort   | Giovanni Teodorico, conte di Löwenstein-Wertheim-Rochefort |  |  |       |  |  |                                                  |  |  |                                    |  |
|                                                                       |                                                          | Ferdinando Carlo, conte di Löwenstein-Wertheim-Rochefort   | Giovanni Teodorico, conte di Löwenstein-Wertheim-Rochefort |  |  |       |  |  |                                                  |  |  |                                    |  |
|                                                                       |                                                          | Ferdinando Carlo, conte di Löwenstein-Wertheim-Rochefort   | contessa Josine von der Marck                              |  |  |       |  |  |                                                  |  |  |                                    |  |
| Maria Anna of Löwenstein-Wertheim-Rochefort                           |                                                          | Ferdinando Carlo, conte di Löwenstein-Wertheim-Rochefort   |                                                            |  |  |       |  |  |                                                  |  |  |                                    |  |
|                                                                       |                                                          | contessa e langravia Anna Maria Fürstenberg-Heiligenberg   | Egon VIII, conte e langravio di Fürstenberg-Heiligenberg   |  |  |       |  |  |                                                  |  |  |                                    |  |
|                                                                       |                                                          | contessa e langravia Anna Maria Fürstenberg-Heiligenberg   | Egon VIII, conte e langravio di Fürstenberg-Heiligenberg   |  |  |       |  |  |                                                  |  |  |                                    |  |
|                                                                       |                                                          | contessa e langravia Anna Maria Fürstenberg-Heiligenberg   | principessa Anna Maria di Hohenzollern-Hechingen           |  |  |       |  |  |                                                  |  |  |                                    |  |
| Costantino, langravio d'Assia-Rotenburg                               |                                                          | contessa e langravia Anna Maria Fürstenberg-Heiligenberg   |                                                            |  |  |       |  |  |                                                  |  |  |                                    |  |
|                                                                       | Ferdinando Carlo, conte di Löwenstein-Wertheim-Rochefort | Giovanni Teodorico, conte di Löwenstein-Wertheim-Rochefort |                                                            |  |  |       |  |  |                                                  |  |  |                                    |  |
|                                                                       | Ferdinando Carlo, conte di Löwenstein-Wertheim-Rochefort | Giovanni Teodorico, conte di Löwenstein-Wertheim-Rochefort |                                                            |  |  |       |  |  |                                                  |  |  |                                    |  |
|                                                                       | Ferdinando Carlo, conte di Löwenstein-Wertheim-Rochefort | contessa Josine von der Marck                              |                                                            |  |  |       |  |  |                                                  |  |  |                                    |  |
| Massimiliano Carlo, principe di Löwenstein-Wertheim-Rochefort         | Ferdinando Carlo, conte di Löwenstein-Wertheim-Rochefort |                                                            |                                                            |  |  |       |  |  |                                                  |  |  |                                    |  |
|                                                                       |                                                          | contessa e langravia Anna Maria Fürstenberg-Heiligenberg   | Egon VIII, conte e langravio di Fürstenberg-Heiligenberg   |  |  |       |  |  |                                                  |  |  |                                    |  |
|                                                                       |                                                          | contessa e langravia Anna Maria Fürstenberg-Heiligenberg   | Egon VIII, conte e langravio di Fürstenberg-Heiligenberg   |  |  |       |  |  |                                                  |  |  |                                    |  |
|                                                                       |                                                          | contessa e langravia Anna Maria Fürstenberg-Heiligenberg   | principessa Anna Maria di Hohenzollern-Hechingen           |  |  |       |  |  |                                                  |  |  |                                    |  |
| contessa Eleonora Maria di Löwenstein-Wertheim-Rochefort              |                                                          | contessa e langravia Anna Maria Fürstenberg-Heiligenberg   |                                                            |  |  |       |  |  |                                                  |  |  |                                    |  |
|                                                                       |                                                          | Mathias Khuen von Belasi, conte di Lichtenberg e Gandegg   | Jakob Khuen von Belasi, conte di Lichtenberg e Gandegg     |  |  |       |  |  |                                                  |  |  |                                    |  |
|                                                                       |                                                          | Mathias Khuen von Belasi, conte di Lichtenberg e Gandegg   | Jakob Khuen von Belasi, conte di Lichtenberg e Gandegg     |  |  |       |  |  |                                                  |  |  |                                    |  |
|                                                                       |                                                          | Mathias Khuen von Belasi, conte di Lichtenberg e Gandegg   | baronessa Siguna Margaretha von Annenberg ,                |  |  |       |  |  |                                                  |  |  |                                    |  |
| Contessa Maria Polissena Khuen von Belasi von Lichtenberg und Gandegg |                                                          | Mathias Khuen von Belasi, conte di Lichtenberg e Gandegg   |                                                            |  |  |       |  |  |                                                  |  |  |                                    |  |
|                                                                       |                                                          | contessa Anna Susanna von Meggau                           | Ferdinand Balthasar, conte di Meggau                       |  |  |       |  |  |                                                  |  |  |                                    |  |
|                                                                       |                                                          | contessa Anna Susanna von Meggau                           | Ferdinand Balthasar, conte di Meggau                       |  |  |       |  |  |                                                  |  |  |                                    |  |
|                                                                       |                                                          | contessa Anna Susanna von Meggau                           | contessa Esther von Sulz                                   |  |  |       |  |  |                                                  |  |  |                                    |  |
|                                                                       |                                                          | contessa Anna Susanna von Meggau                           |                                                            |  |  |       |  |  |                                                  |  |  |                                    |  |